# 창문 넘어 도망친 100세 노인 (영화)
《창문 넘어 도망친 100세 노인》(스웨덴어: Hundraåringen som klev ut genom fönstret och försvann)는 2013년 공개된 스웨덴의 영화로, 요나스 요나손의 동명 소설의 영화화 작품이다.

## 출연
- 로베르트 구스타프손 - 알란 칼손
- 이바르 비클란데르 - 율리우스 욘손
- 다비드 비베리 - 베니
- 미아 스케링게르 - 구닐라
- 옌스 훌텐 - 게단
- 비앙카 크루세이로 - 카라카스
- 앨런 포드 - 핌
- 스벤 뢴 - 힝켄
- 데이비드 섀클턴 - 허버트 아인슈타인
- 게오르크 니콜로프 - 포포프
- 시뷜레 베르나르딘 - 어맨다 아인슈타인
- 콜도 로사다 - 프란시스코 프랑코
- 케리 셰일 - 해리 S. 트루먼
- 필립 로시 - 로버트 오펜하이머
- 알기르다스 파울라비추스 - 이오시프 스탈린
- 시기타스 라키스 - 미하일 고르바초프
- 키스 챈터 - 로널드 레이건
- 당뉘 칼손 - 할머니

## 기타
- 원작자: 요나스 요나손
- 제작총괄: 한스 로너히든
- 라인프로듀서: 에펠 맷슨
- 조감독: 보기 모릭즈
- 사운드슈퍼바이저: 마르코 대리
- 미술: 미카엘 바레리
- 특수효과: 요한 하르네스크
- 분장: 에바 코즈마
- 배역: 크리스티나 이델리
- 배역: 크리스티나 이델리